# 송정동초등학교
송정동초등학교는 대한민국 광주광역시 광산구 신촌동에 있는 공립 초등학교이다.

## 학교 연혁
- 1919년 12월 16일 광산군 송정공립보통학교(4년제 2학급) 개교
- 1925년 4월 1일 6년제로 개편
- 1938년 4월 1일 송정동공립심상소학교로 개칭[1]
- 1941년 4월 1일 송정동공립국민학교로 개칭[2]
- 1949년 12월 31일 송정동국민학교로 명칭 변경[3]
- 1984년 3월 15일 병설유치원 개원
- 1996년 3월 1일 송정동초등학교로 교명 변경[4]
- 1997년 9월 1일 송남분교 통폐합
- 2019년 1월 4일 제 98회 졸업생 배출 24,304명
- 2019년 3월 1일 24학급 편성(특수 1학급 포함)
- 2020년 1월 7일 제 99회 졸업생 배출(24,395명)
- 2020년 3월 1일 24학급 편성(특수 1학급 포함)
- 2021년 1월 19일 제 100회 졸업생 배출(24,468명)
- 2021년 3월 1일 23학급 편성(특수 1학급 포함)
- 2022년 1월 7일 제 101회 졸업생 배출(24,544명)
- 2022년 3월 1일 제 40대 명진 교장 부임
- 2022년 3월 1일 21학급 편성(특수 1학급 포함)
- 2023년 1월 6일 제 102회 졸업생 배출(24,621명)
- 2023년 3월 1일 21학급 편성(특수 1학급 포함)
- 2024년 1월 5일 제 103회 졸업생 배출(24,698명)
- 2024년 3월 1일 20학급 편성(특수 1학급 포함)

## 학교 상징
- 교화 - 철쭉 : 열정, 애국애족
- 교목 - 향나무 : 인품, 학문탐구
- 교색 - 녹색 : 푸른 꿈, 자아실현

## 통학 구역
- 서구 서창동 5통(문촌), 11통(세하동)
- 광산구 송정1동 1통~7통, 9통, 14통, 17통(모아), 18통(명지2차), 19통(라인1차)
- 광산구 송정2동 7통, 10통~11통, 12통(1반~4반)
- 광산구 신흥동 1통~13통, 14통(정석그린), 15통(중도다이아빌), 16통~17통(대주파크빌)
- 광산구 어룡동 4통, 14통(금호훼미리파크), 15통(대덕무지개)
- 광산구 우산동 10통

## 참고 자료
- 송정동초등학교 - 한국교육학술정보원 학교알리미